# Torneio Roberto Gomes Pedrosa 1968
Das Torneio Roberto Gomes Pedrosa 1968, auch bekannt als Taça de Prata  („Silberpokal“) war die zweite Spielzeit des Turniers und die 11. brasilianische Fußballmeisterschaft nach der Anerkennung dieses Wettbewerbs und der Taça Brasil durch den CBF im Jahr 2010. Das Turnier wurde vom 24. August 1968 bis 10. Dezember 1968 abgehalten.

## Saisonverlauf
Der Wettbewerb startete am 24. August 1968 in seine neue Saison und endete am 10. Dezember 1968. Die Meisterschaft wurde vom nationalen Verband CBD ausgerichtet. Am Ende der Saison konnte der FC Santos seinen sechsten Titel feiern (nach der Zählung ab 2010). In der Robertao war es der erste Titel des Klubs.
Torschützenkönig wurde mit 14 Treffern Toninho Guerreiro vom Meister FC Santos. In der Saison gewann Pelé seine sechste und letzte brasilianische Meisterschaft.
Bester Angriff
- FC Santos: 44 Tore

Bester Verteidigung
- Grêmio FBPA: 11 Gegentore

Höchster Sieg
- FC Santos : EC Bahia: 9:2 (10. Oktober 1968)

## Teilnehmer
Es nahmen 17 Mannschaften am Wettbewerb teil. Neu vertreten waren die Vertreter der Bundesstaaten Bahia und Pernambuco.
 Bahia
- EC Bahia

 Rio de Janeiro (damals noch Guanabara (Bundesstaat))
- Bangu AC
- Botafogo FR
- CR Flamengo
- Fluminense FC
- CR Vasco da Gama

 Minas Gerais
- Atlético Mineiro
- Cruzeiro EC

 Paraná
- Atletico Paranaense

 Pernambuco
- Náutico Capibaribe

 Rio Grande do Sul
- Grêmio FBPA
- SC Internacional

 São Paulo
- SC Corinthians
- SE Palmeiras
- Associação Portuguesa de Desportos
- FC Santos
- FC São Paulo

## Modus
Platzvergabe
- 1. Anzahl Punkte
- 2. Bessere Tordifferenz
- 3. Anzahl von Tore
- 4. Anzahl Siege
- 5. Direkter Vergleich

1. Runde:
In der ersten Runde wurden die 17 Teilnehmer in zwei Gruppen aufgeteilt. Alle Teilnehmer beider Gruppen spielten jeweils einmal gegeneinander (16 Spiele je Mannschaft). Die besten vier Mannschaften je Gruppe zogen in die Finalrunde ein.
Finalrunde:
In der Finalrunde trafen die Mannschaften nur einmal aufeinander. Die beste Mannschaft aus allen sechs Spielen wurde Meister.

## 1. Runde

### Gruppe A
| Pl. | Verein              | Sp. | S  | U | N  | Tore    | Diff. | Punkte |
| --- | ------------------- | --- | -- | - | -- | ------- | ----- | ------ |
| 1.  | SE Palmeiras        | 16  | 9  | 6 | 1  | 024:900 | +15   | 24     |
| 2.  | SC Internacional    | 16  | 7  | 6 | 3  | 020:150 | +5    | 20     |
| 3.  | SC Corinthians      | 16  | 10 | 0 | 6  | 023:200 | +3    | 20     |
| 4.  | Cruzeiro EC         | 16  | 6  | 5 | 5  | 022:180 | +4    | 17     |
| 5.  | Atletico Paranaense | 16  | 6  | 5 | 5  | 028:250 | +3    | 17     |
| 6.  | Bangu AC            | 16  | 3  | 8 | 5  | 012:170 | −5    | 14     |
| 7.  | Botafogo FR         | 16  | 4  | 5 | 7  | 017:220 | −5    | 13     |
| 8.  | CR Flamengo         | 16  | 2  | 7 | 7  | 010:210 | −11   | 11     |
| 9.  | Náutico Capibaribe  | 16  | 2  | 4 | 10 | 012:250 | −13   | 08     |

### Gruppe B
| Pl. | Verein           | Sp. | S | U | N  | Tore    | Diff. | Punkte |
| --- | ---------------- | --- | - | - | -- | ------- | ----- | ------ |
| 1.  | FC Santos        | 16  | 9 | 4 | 3  | 037:180 | +19   | 22     |
| 2.  | CR Vasco da Gama | 16  | 9 | 2 | 5  | 027:220 | +5    | 20     |
| 3.  | Grêmio FBPA      | 16  | 6 | 7 | 3  | 017:110 | +6    | 19     |
| 4.  | Atlético Mineiro | 18  | 7 | 6 | 5  | 018:150 | +3    | 20     |
| 5.  | FC São Paulo     | 16  | 4 | 6 | 6  | 023:240 | −1    | 14     |
| 6.  | Fluminense FC    | 16  | 6 | 1 | 9  | 019:230 | −4    | 13     |
| 7.  | Portuguesa       | 16  | 3 | 5 | 8  | 018:290 | −11   | 11     |
| 8.  | EC Bahia         | 16  | 4 | 2 | 10 | 014:270 | −13   | 10     |

## Finalrunde
| Datum      |                  | Ergebnis |                  |
| ---------- | ---------------- | -------- | ---------------- |
| 04.12.1968 | SE Palmeiras     | 3:0      | CR Vasco da Gama |
| 04.12.1968 | SC Internacional | 1:2      | Santos FC        |
| 08.12.1968 | CR Vasco da Gama | 3:2      | SC Internacional |
| 08.12.1968 | Santos FC        | 3:0      | SE Palmeiras     |
| 10.12.1968 | CR Vasco da Gama | 1:2      | Santos FC        |
| 10.12.1968 | SC Internacional | 3:0      | SE Palmeiras     |

| Pl. | Verein           | Sp. | S | U | N | Tore    | Diff. | Punkte |
| --- | ---------------- | --- | - | - | - | ------- | ----- | ------ |
| 1.  | FC Santos        | 3   | 3 | 0 | 0 | 007:200 | +5    | 06     |
| 2.  | SC Internacional | 3   | 1 | 0 | 2 | 006:500 | +1    | 02     |
| 3.  | CR Vasco da Gama | 3   | 1 | 0 | 2 | 004:700 | −3    | 02     |
| 4.  | SE Palmeiras     | 3   | 1 | 0 | 2 | 003:600 | −3    | 02     |

## Die Meistermannschaft
|  | FC Santos |
|  | - Tor: Laércio, Cláudio, Gilmar - Abwehr: Hermes, Turcão, Oberdan, José Ramos Delgado, Dé, Carlos Alberto, Joel Camargo, Emerson Marçal, Orlando Peçanha, Geraldino, Belga - Mittelfeld: Abel Verônico, Negreiros, Lima, Clodoaldo, Almiro, Buglê, Leo Oliveira, Douglas - Angriff: Manoel Maria, Rildo, Pelé, Orlandinho, Edú, Toninho Guerreiro, Pepe, Amaury Silva, Coutinho - Trainer: Antoninho |

## Torschützenliste
| Pl. | Nat.        | Spieler           | Verein              | Tore    |
| --- | ----------- | ----------------- | ------------------- | ------- |
| 1   | Brasilianer | Toninho Guerreiro | Santos              | 18 Tore |
| 2   | Brasilianer | Pelé              | Santos              | 12 Tore |
| 3   | Argentinier | Luis Artime       | Palmeiras           | 11 Tore |
| 3   | Brasilianer | Valfrido Campos   | Vasco               | 11 Tore |
| 5   | Brasilianer | Claudiomiro       | Internacional       | 9 Tore  |
| 6   | Brasilianer | Alcindo           | Grêmio              | 8 Tore  |
| 6   | Brasilianer | Zé Roberto        | Atletico Paranaense | 8 Tore  |
| 6   | Brasilianer | Paulo Borges      | Corinthians         | 8 Tore  |

## Die 10 meistbesuchten Spiele
| Pl. | Anzahl | Heim             | Ergebnis | Gast             | Stadion  | Datum              | Spieltag   |
| --- | ------ | ---------------- | -------- | ---------------- | -------- | ------------------ | ---------- |
| 1   | 87.360 | Atlético Mineiro | 0:1      | Cruzeiro EC      | Mineirão | 27. Oktober 1968   | 1. Runde   |
| 2   | 79.894 | CR Flamengo      | 3:1      | CR Vasco da Gama | Maracanã | 30. November 1968  | 1. Runde   |
| 3   | 78.022 | CR Flamengo      | 0:2      | FC Santos        | Maracanã | 15. September 1968 | 1. Runde   |
| 4   | 62.145 | CR Vasco da Gama | 4:1      | FC Santos        | Maracanã | 29. September 1968 | 1. Runde   |
| 5   | 61.546 | Atlético Mineiro | 2:2      | FC Santos        | Mineirão | 24. November 1968  | 1. Runde   |
| 6   | 57.390 | SC Internacional | 1:3      | FC Santos        | Olímpico | 23. Oktober 1968   | 1. Runde   |
| 7   | 57.441 | CR Vasco da Gama | 1:2      | FC Santos        | Maracanã | 10. Dezember 1968  | Finalrunde |
| 8   | 56.728 | SC Corinthians   | 1:2      | FC Santos        | Morumbi  | 6. Oktober 1968    | 1. Runde   |